# Game Freak
Game Freak Inc. (株式会社ゲームフリーク?, Kabushiki-gaisha Gēmu Furīku) è una software house giapponese. È conosciuta principalmente per aver creato la serie di videogiochi di ruolo Pokémon.

## Storia
Game Freak nasce negli anni ottanta come rivista di videogiochi autoprodotta da Satoshi Tajiri e Ken Sugimori.
Nel 1989 Tajiri fonda l'azienda e sviluppa il suo primo videogioco, Quinty, pubblicato in Giappone dalla Namco. Il gioco verrà distribuito anche negli Stati Uniti dalla Hudson Soft con il nome di Mendel Palace.
Nel 1996 danno vita alla serie Pokémon, pubblicando con Nintendo il videogioco Pokémon Rosso e Verde.

## Giochi sviluppati

### SeriePokémon
- Pokémon Rosso e Verde (1996)
- Pokémon Rosso e Blu (1998)
- Pokémon Giallo (1998)
- Pokémon Oro e Argento (1999)
- Pokémon Cristallo (2000)
- Pokémon Rubino e Zaffiro (2002)
- Pokémon Rosso Fuoco e Verde Foglia (2004)
- Pokémon Smeraldo (2004)
- Pokémon Diamante e Perla (2006)
- Pokémon Platino (2008)
- Pokémon Oro HeartGold e Argento SoulSilver (2009)
- Pokémon Nero e Bianco (2010)
- Pokémon Nero 2 e Bianco 2 (2012)
- Pokémon X e Y (2013)
- Pokémon Rubino Omega e Zaffiro Alpha (2014)
- Pokémon Sole e Luna (2016)
- Pokémon Ultrasole e Ultraluna (2017)
- Pokémon Quest (2018)
- Pokémon Let's Go, Pikachu! e Let's Go, Eevee! (2018)
- Pokémon Spada e Scudo (2019)
- Leggende Pokémon: Arceus (2022)
- Pokémon Scarlatto e Violetto (2022)

### Altri videogiochi
- Mendel Palace (1989)
- Smart Ball (1991)
- Mario & Yoshi (1991)
- Magical Tarurūto-kun (1992)
- Mario & Wario (1993)
- Nontan (1994)
- Pulseman (1994)
- Bushi Seiryūden: Futari no Yūsha (1997)
- Click Medic (1999)
- Drill Dozer (2005)
- HarmoKnight (2012)
- Pocket Card Jockey (2013)[2]
- Tembo the Badass Elephant (2015)
- Giga Wrecker (2017)
- Giga Wrecker Alt (2019)
- Little Town Hero (2019)
- Pocket Card Jockey Ride On! (2023)[2]